# Scriptio continua

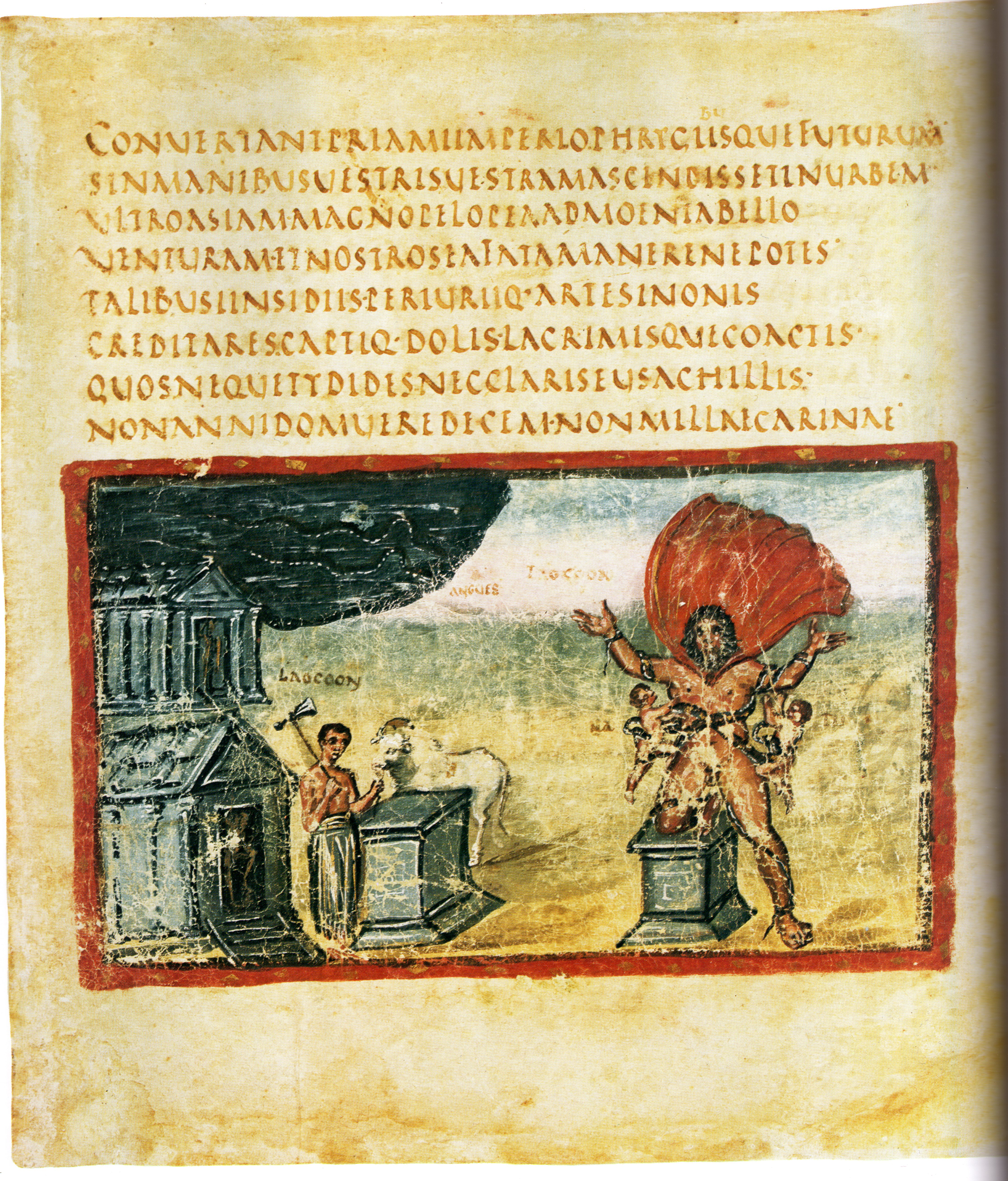
Página iluminada do manuscrito conhecido como "Virgílio Vaticano", com texto em scriptio continua.

Scriptio continua, termo latino para escrita contínua, conhecida também como scriptura continua ou scripta continua, é um sistema de escrita sem espaços ou diivisores entre as palavras ou sentenças. Esta forma geralmente também prescinde de pontuação, diacríticos e distinção entre maiúsculas e minúsculas. No ocidente, as inscrições mais antigas do grego e do latim utilizavam divisores de palavras para separar palavras nas sentenças; Contudo, o grego clássico e o latim clássico tardio utilizavam a scriptio continua como norma.

## História
Embora a scriptio continua esteja evidenciada na maior parte dos manuscritos gregos e latinos clássicos, diferentes estilos de escrita aparecem também em datas posteriores. Deve-se lembrar que o latim clássico utilizava com frequência o interponto, especialmente em monumentos e inscrições. 
No grego clássico mais antigo (e em Alexandria), a escrita tinha a forma de uma fieira constante de letras maiúsculas da direita para a esquerda. Posteriormente, esta forma evoluiu para o "boustrophedon", que incluía linhas escritas em direções alternadas. Foi somente mais tarde que os romanos adaptaram o alfabeto etrusco para escrever o latim e, neste processo, deixaram de usar os interpontos para separar as palavras e adotaram a prática grega da scriptio continua.
Antes do advento do códice, a escrita latina e a grega eram feitas em rolos por escribas escravos. O papelo dele era simplesmente o de relatar tudo o que ouvia com o objetivo de documentar. Como o discurso livre é contínuo, não fazia sentido acrescentar espaços inaudíveis nos manuscritos. Além disto, numa época na qual tinta e papiro eram bastante caros, acrescentar espaços seria um desperdício desnecessário de espaço. Tipicamente, o leitor do texto era treinado na leitura e com frequência já havia memorizado o conteúdo e aprendido as quebras do texto antes da leitura, durante a qual o rolo funcionava apenas como um apoio visual.
Apesar da falta de formatação de texto forçar o leitor a distinguir os elementos da língua sem um apoio visual, a prática também deixava mais espaço para a interpretação do texto. O leitor tinha liberdade para inserir pausas e estabelecer o tom de voz, o que tornava o ato de ler significativamente mais subjetivo do que é hoje. Porém, a falta de espaços também levava a uma maior ambiguidade, pois a menor discrepância na formatação das palavras poderia levar a um significado diferente do texto. Por exemplo, uma frase escrita em scriptio continua como "collectamexiliopubem" poderia ser interpretada como "collectam ex Ilio pubem" ("o povo reunido de Troia") ou como "collectam exilio pubem" ("um povo reunido para o exílio"). Por isto era fundamental que o leitor conhecesse o contexto do trecho sendo lido.

## Declínio

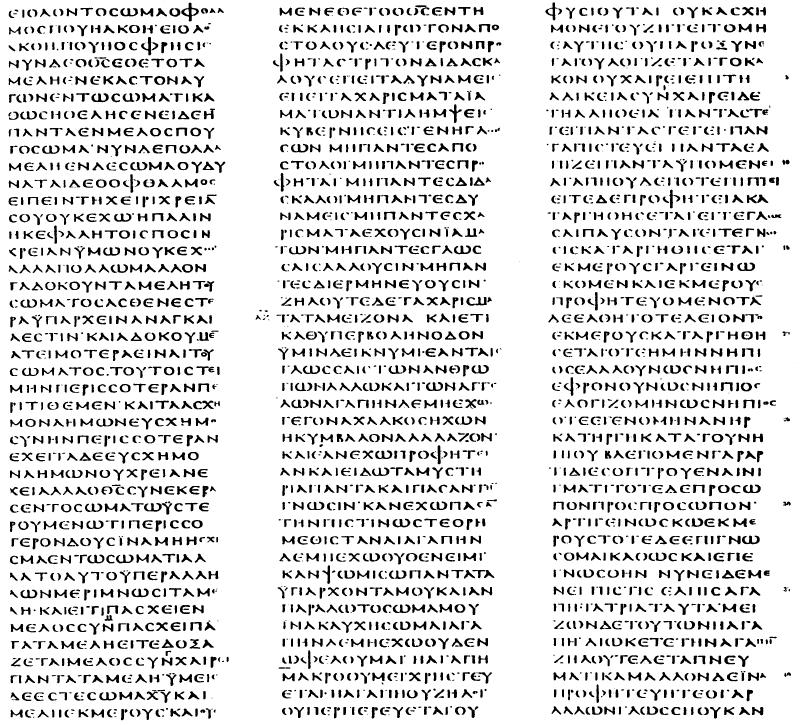
Página do Codex Vaticanus, o mais antigo manuscrito completo da Bíblia, todo em scriptio continua.

Com o passar do tempo, o moderno sistema de leitura silenciosa para auto-conhecimento substituiu o mais antigo, lento e dramático de leituras em voz alta, o que sublinhou e destacou a importância dos divisores e da pontuação no texto. Embora os paleógrafos discordem sobre a cronologia exata deste declínio ao redor do mundo, geralmente aceita-se que a adição de espaços apareceu pela primeira vez nas bíblias e evangelhos irlandeses e anglo-saxônicos a partir do século VII ou VIII. Posteriormente, um número cada vez maior de textos europeus passou a adotar o espaçamento e, já no século XIII e XIV, todos eles contavam com alguma forma de divisor de palavras.
Quando a separação entre as palavras se tornou o padrão, ela foi vista como uma simplificação da cultura romana por minar a métrica e a fluência rítmica gerada pela scriptio continua. Por outro lado, paleógrafos modernos identificam a extinção da scriptio continua como um fator crucial para a ampla absorção do conhecimento em tempos pré-modernos. Ao livrar o leitor da difícil tarefa de interpretar pausas e divisões, a inclusão de espaços permite que o cérebro compreenda o texto escrito mais rapidamente. Além disto, aumentou-se a capacidade do cérebro de sintetizar um texto e de memorizá-lo adequadamente.
Scriptio continua ainda é utilizado nos alfabetos tailandês, em vários do Sudeste Asiático (birmanês, khmer, javanês, balinês, sundanês), laosiano, e no das línguas que utilizam caracteres chineses (chinês, japonês). Porém, o moderno vernáculo chinês diferencia-se da antiga scriptio continua por utilizar pontuação, mesmo tendo essa prática ter sido emprestada do ocidente a pouco mais de um século atrás. Antes disto, as únicas formas de pontuação encontradas nos caracteres chineses eram as marcas que denotam citações, substantivos próprios e acentos. As modernas línguas tibetanas também empregam uma forma de scriptio continua na qual as sílabas são pontuadas, mas sem separação entre as "palavras".

## Exemplos

### Latim
Este trecho, retirado da obra "De finibus bonorum et malorum", de Cícero, é um exemplo de um texto em latim em scriptio continua com letras maiúsculas:
- NEQVEPORROQVISQVAMESTQVIDOLOREMIPSVMQVIADOLORSITAMETCONSECTETVRADIPISCIVELIT

Utilizando a pontuação moderna, o texto seria:
- "Neque porro quisquam est qui dolorem ipsum quia dolor sit amet, consectetur, adipisci velit…";
- "Ninguém gosta de dor por si só, ou a busca e quer tê-la, só por que é dor..."

### Chinês
A língua chinesa não teve problemas para incorporar o espaço em seus texto por que, ao contrário de outros sistemas, nos quais as palavras são formadas pela combinação de uma série de letras, cada caractere chinês já representa por si só uma palavra. Abaixo está um exemplo de uma sentença chinesa normal, como ela ficaria com espaços entre as palavras, uma transcrição seguindo o padrão pinyin (na qual as palavras são separadas) e finalmente uma tradução livre para o português:
- 北京在中国北方；广州在中国南方。
- 北京　在　中国　北方；　广州　在　中国　南方。
- "Běijīng zài Zhōngguó běifāng; Guǎngzhōu zài Zhōngguó nánfāng."
- "Beijing está na China Setentrional; Guangzhou está na China Meridional".